# Saint-Agnan-le-Malherbe
Pour les articles homonymes, voir Saint-Agnan.
Saint-Agnan-le-Malherbe est une ancienne commune française, située dans le département du Calvados en région Normandie, devenue le 1er janvier 2016 une commune déléguée au sein de la commune nouvelle de Malherbe-sur-Ajon. La fusion devient totale le 1er janvier 2018

## Géographie
| Le Mesnil-au-Grain | Banneville-sur-Ajon (comm. nouv. de Malherbe-sur-Ajon) | Maisoncelles-sur-Ajon |
| Bauquay            | Saint-Agnan-le-Malherbe                                | Courvaudon            |
| Aunay-sur-Odon     | Courvaudon                                             | Courvaudon            |

## Toponymie
Le nom de la localité est attesté sous la forme Sancti Aniani en 1066,. La paroisse était dédiée à Aignan d'Orléans, évêque du Ve siècle à qui on attribue un rôle prépondérant dans la défense contre les Huns. En ancien français, l'article défini pouvait avoir l'usage de démonstratif : « Saint-Agnan, celui de Malherbe », Malherbe étant un patronyme.

## Histoire
Le 1er janvier 2016, Saint-Agnan-le-Malherbe intègre avec Banneville-sur-Ajon la commune de Malherbe-sur-Ajon créée sous le régime juridique des communes nouvelles instauré par la loi no 2010-1563 du 16 décembre 2010 de réforme des collectivités territoriales. Les communes de Banneville-sur-Ajon et Saint-Agnan-le-Malherbe deviennent des communes déléguées et Banneville-sur-Ajon est le chef-lieu de la commune nouvelle. Le statut de communes déléguées est supprimé le 1er janvier 2018.

## Politique et administration
| Période                                  | Période       | Identité        | Étiquette | Qualité            |
| ---------------------------------------- | ------------- | --------------- | --------- | ------------------ |
| 1965                                     | mars 2014     | Émile Martin    | SE        | Cultivateur        |
| mars 2014                                | décembre 2015 | Jean-Luc Supera | SE        | Retraité de banque |
| Les données manquantes sont à compléter. |               |                 |           |                    |

Le conseil municipal était composé de onze membres dont le maire et deux adjoints. Ces conseillers intègrent au complet le conseil municipal de Malherbe-sur-Ajon le 1er janvier 2016 jusqu'en 2020 et Jean-Luc Supera devient maire délégué.

## Démographie
En 2019, la commune comptait 127 habitants. Depuis 2004, les enquêtes de recensement dans les communes de moins de 10 000 habitants ont lieu tous les cinq ans (en 2006, 2011, 2016, etc. pour Saint-Agnan-le-Malherbe) et les chiffres de population municipale légale des autres années sont des estimations.
Au premier recensement républicain, en 1793, Saint-Agnan-le-Malherbe comptait 292 habitants, population jamais atteinte depuis.
| 1793 | 1800 | 1806 | 1821 | 1831 | 1836 | 1841 | 1846 | 1851 |
| ---- | ---- | ---- | ---- | ---- | ---- | ---- | ---- | ---- |
| 292  | 258  | 244  | 274  | 234  | 240  | 217  | 213  | 196  |

| 1856 | 1861 | 1866 | 1872 | 1876 | 1881 | 1886 | 1891 | 1896 |
| ---- | ---- | ---- | ---- | ---- | ---- | ---- | ---- | ---- |
| 204  | 219  | 230  | 205  | 207  | 202  | 228  | 204  | 180  |

| 1901 | 1906 | 1911 | 1921 | 1926 | 1931 | 1936 | 1946 | 1954 |
| ---- | ---- | ---- | ---- | ---- | ---- | ---- | ---- | ---- |
| 157  | 156  | 147  | 133  | 137  | 139  | 142  | 114  | 120  |

| 1962 | 1968 | 1975 | 1982 | 1990 | 1999 | 2006 | 2011 | 2016 |
| ---- | ---- | ---- | ---- | ---- | ---- | ---- | ---- | ---- |
| 109  | 121  | 107  | 99   | 102  | 95   | 115  | 115  | 119  |

| 2019 | - | - | - | - | - | - | - | - |
| ---- | - | - | - | - | - | - | - | - |
| 127  | - | - | - | - | - | - | - | - |

## Lieux et monuments
- Mairie (ancienne école).
- Église Saint-Agnan (dont une poutre de gloire).
- Ferme.